# スイス国鉄BDe4/4形電車

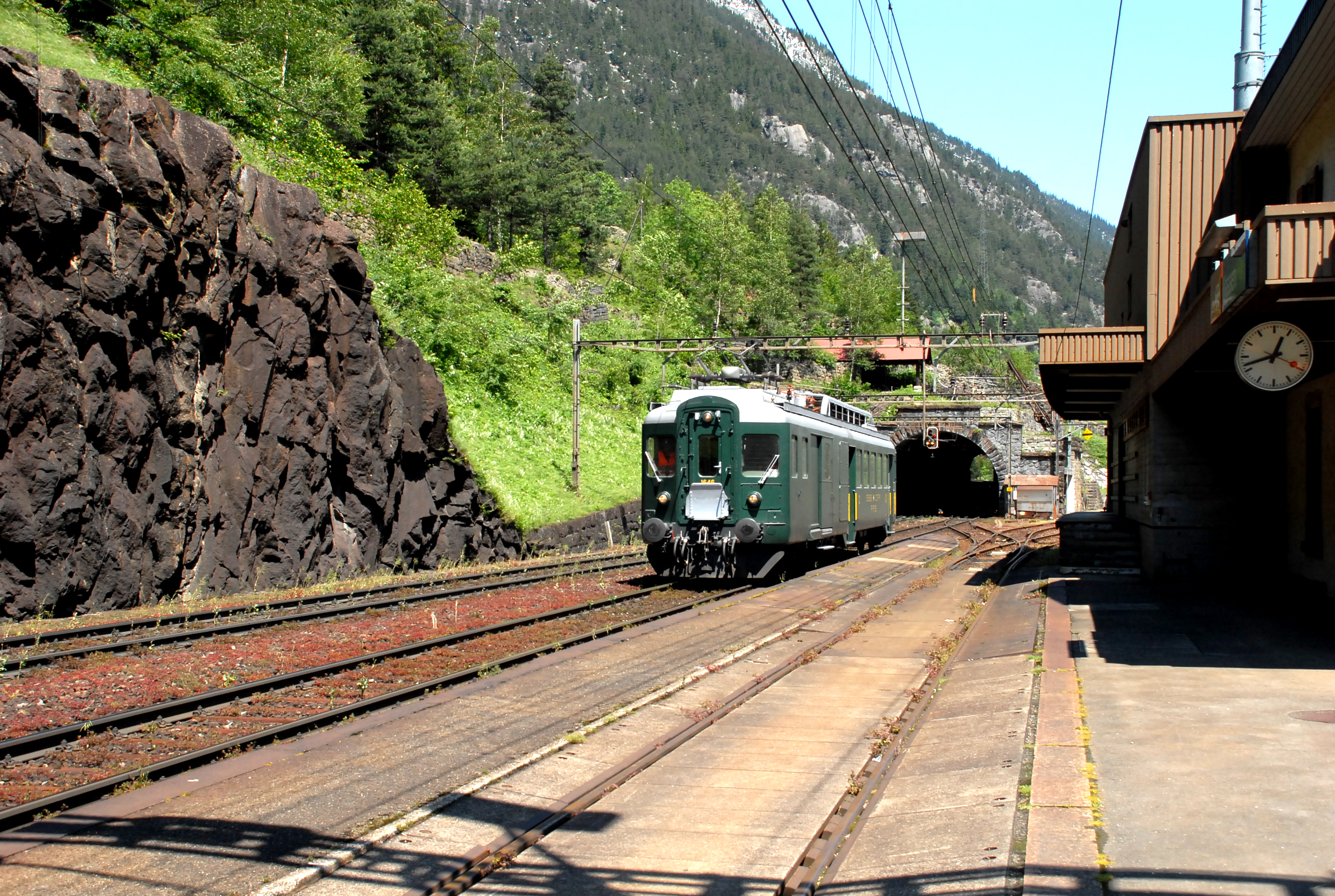
歴史的電車として運用されているBDe4/4 1646号機

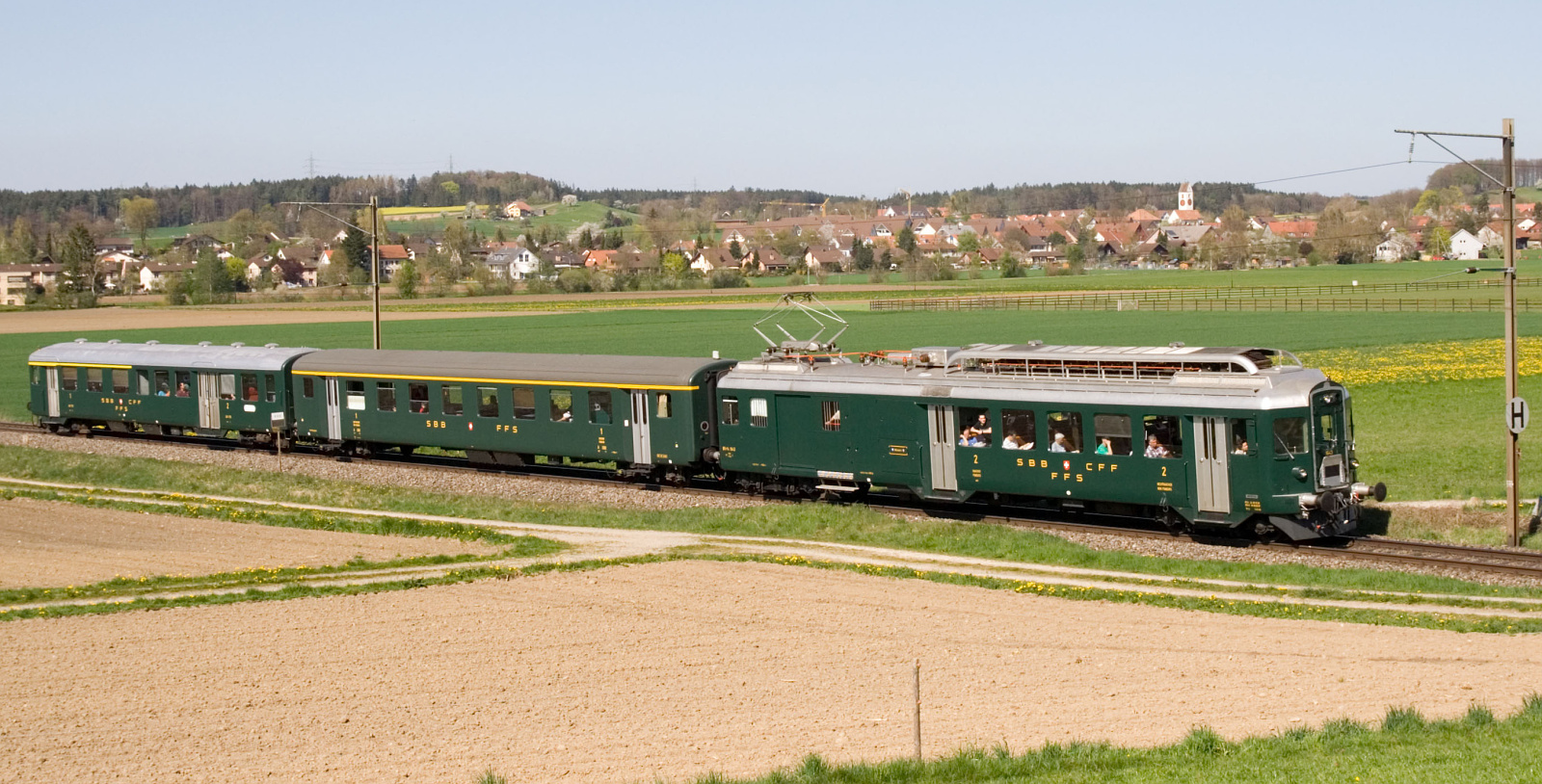
歴史的電車として運用されているBDe4/4 1643号機と同形の制御車および客車の編成

スイス国鉄BDe4/4形電車(スイスこくてつBDe4/4がたでんしゃ)は、スイスのスイス連邦鉄道（SBB: Schweizerische Bundesbahnen、スイス国鉄）の支線系統で使用されていた旅客荷物合造電車である。なお、本機は登場時はCFe4/4形であったが、1962年の称号改正によりBDe4/4形となったものであり、さらに1989年の称号改正によりBDe570形となったがこちらは現車には反映されず、廃車となるまでBDe4/4形のままであった。

## 概要
スイス国鉄での電車の使用は1930-40年代までは比較的限定的であり、1923-28年製のBe4/6形やDe4/4形などの旧型で重量の重い短編成列車の牽引用機関車兼用機もしくは、本線の高速列車用や団体、臨時列車用として発達したとして発達したRBe2/4形やRAe4/8形、RABDe8/12形などの軽量高速機が使用されているのみであった。そういった状況の中で、本機はスイス国鉄が初めて本格的電車運転を想定した調査を実施した結果と、私鉄で発達していた電車の運用成績などをもとに1952年から製造した支線区間用の電車であり、同形の制御車を連結したプッシュプルトレインとして使用されるほか、ある程度の客車もしくは貨車を牽引することを想定して設計された、Bo'Bo'の車軸配置と軽量構造の車体で低圧タップ切換制御による1176kWの1時間定格出力と最高速度110km/hの性能を持つ機体であり、設計要件は以下の通りであった。
- 主に支線区間での使用するものとし、場合によっては本線での区間列車や都市近郊列車に使用する
- 中間客車および制御客車と編成を組んでプッシュプルのシャトルトレインとして使用し、制御車からの遠隔制御が可能であること
- 12パーミルの勾配区間で250tの列車を牽引して75km/hで走行可能であること
- 運転整備重量を54tとすること

なお、製造をSLM、BBC、MFO、SAAS、SIG、SWPが担当して841-871号機の31両が製造されているが、1962年の称号改正の際に機番も1621-1651号機に改番されている。

## 仕様

### 車体
- 車体はプレス鋼を多用した丸みを帯びたデザインの軽量車体で、当時の軽量客車と屋根や車体下のラインが揃うように設計されたもので、同時期に製造されたAm4/4形[13]やAm4/6形[14]、RFe4/4形、Re4/4I形と同様のものである。車体は両運転台式で、正面はRの深い丸妻で貫通幌座および貫通扉付きの3枚窓で窓下部左右に小形の丸型前照灯を、貫通幌枠内上部に小形の丸型前照灯と標識灯を設置しており、屋根の車体高一杯近い高さまである幌枠が特徴である。側面は平滑で窓扉配置は1D5D11D11（右側面、運転室窓-扉-客室窓-扉-トイレ窓-荷物室窓-荷物扉-荷物室窓-運転室窓）および11DD5D1（左側面、運転室窓-荷物室窓-荷物扉-扉-客室窓扉-運転室窓）となっており、車体内は前位側から運転室-荷物室-トイレ及び主制御機を設置した機器室-デッキ-客室（喫煙）-客室（禁煙）-デッキ-運転室の配置となっている。連結器はねじ式連結器で緩衝器（バッファ）が左右、フック・リングが中央にあるもので、その下の車体下部にはスカートが設置されている。
- 4枚折戸の乗降扉のあるデッキ部の床面はレール面上1000mm（車体中央側）もしくは1100mm（後位側）で、ホームからは最下段がレール面上520mmのステップ2段を経由して乗車するほか、客室の床面がレール面上1100mmとなっており、車体中央側のデッキからはスロープを経由して入室する。また、荷物室床面高さはレール面上1100mm、運転室床面1150mmとなっている。
- 客室はすべて2等室で、2+2列の4人掛けの固定式クロスシートで座席定員は喫煙室16名、禁煙室24名であり、客室窓は高さ950mmの大型の下降窓となっている。
- 屋根上には前位側には菱型の集電装置を、その後位に空気遮断器と主抵抗器が並び、台車上部には主電動機冷却気取入用のルーバーと冷却ファンが設置されている。
- 台枠は鋼材を箱型に組んで構成されており、台車もその中にはまり込む形で装備され、床下には主変圧器、主変圧器冷却油用オイルクーラー、発電ブレーキ用の励磁装置、電動空気圧縮機と空気タンク、蓄電池箱が設置されている。
- 運転室は両側に下落窓付の乗務員室窓があり、反運転台側にはバックミラーが設置される構造で、運転時はスイスやドイツで一般的な円形のハンドル式のマスターコントローラーにより操作を行う。
- 車体塗装は濃緑色をベースに乗降扉が銀色で、側面の客室下部にスイス国鉄の紋章とその前後に「SBB」と「CFF」がレタリングされ、乗降扉脇に客室等級の標記がなされている。また、側面の手すり類と幌枠は黄色、屋根および屋根上機器はライトグレーもしくは銀色、床下機器と台車はダークグレーである。

### 走行機器
- 制御方式は低圧タップ切換制御で、主変圧器はBBC製の油冷式のものを床下に搭載して力行は主電動機端子電圧を95-954Vを18段で制御し、発電ブレーキ8段のタップ切換を行う。また、主変圧器からは補機駆動用のAC235Vおよび列車暖房用のAC1000Vが出力される。
- ブレーキ装置は空気ブレーキと手ブレーキ装置を装備するほか、電気ブレーキとしてタップ切換装置と主抵抗器による発電ブレーキを装備する。
- 主電動機はMFO製の交流整流子電動機 を4台搭載し、動輪上出力を1時間定格1176kWとして12パーミルで250tを牽引して75km/hで走行可能な性能を発揮する。冷却はファンによる強制通風式で、冷却風は屋根上台車上部のルーバーから吸入する。
- 台車および駆動装置はベルン-レッチュベルク-シンプロン鉄道[15]のAe4/4形と同構造の軸距2800mm、車輪径940mmの鋼板溶接組立式台車である。
- 軸箱支持方式は円筒案内式、牽引力伝達は台車枠の下を通る車体支持梁と台車枠横梁間のセンターピン間で伝達され、枕バネは重ね板バネ、軸バネはコイルバネとしている。主電動機は台車枠に装荷されて中空軸平行カルダン駆動方式の一種であるBBCのディスクドライブ式[16]の駆動装置で動輪に伝達される方式となっている。また、台車前部の車体内に砂箱が、先頭車輪には砂捲管が設置されている。
- 本機は4重連までの重連総括制御および制御車からの遠隔制御が可能であった。

### 主要諸元
- 軌間：1435mm
- 電気方式：AC15kV 16.7Hz 架空線式
- 最大寸法：全長22700mm、全高4500mm（パンタグラフ折畳時）
- 軸配置：Bo'Bo'
- 軸距：2800mm
- 台車中心間距離：16250mm
- 動輪径：940mm
- 自重：57.0t
- 走行装置
  - 主制御装置：低圧タップ切換＋抵抗制御、力行18段、発電ブレーキ8段
  - 主電動機：交流直巻整流子電動機×4台
- 出力・牽引力
  - 動輪周上出力：1176kW（1時間定格）
  - 牽引力：98kN（1時間定格）
  - 牽引トン数：250t（12パーミル、75km/h）
- 最高速度：110km/h
- ブレーキ装置：空気ブレーキ、発電ブレーキ、手ブレーキ

## 運行・廃車
- 本機は同形の制御車からの遠隔制御が可能であり、EW I[17]およびEW II形客車を中間車としてプッシュプルトレインとして使用された。制御車は本機と同形状のもので、以下のような形式で計54両が製造されている。
  - ABt 50 85 37-03 900-919
  - ABt 50 85 38-33 906-921
  - ABt 50 85 38-33 930-937
  - Bt 50 85 28-33 900-905
  - Bt 50 85 29-33 900-902
- 初号機であるCFe4/4 841号機は1952年5月17日から運用に入り、ベルン-ルツェルン間で使用され、2、3号機である842、843号機はベリンツォーナ-ロカルノ間で使用を開始した。
- その後本機はほぼスイス全線で使用されたが、主にローザンヌ、オルテンおよびヴィンタートゥールに配置されていたほか、一部はベリンツォーナにも配置されてゴッタルドルートでも使用されていたほか、一部の機体は急行列車に使用されたこともある。
- 1980年からは1622、1623、1624、1628、1629、1651号機がヴェヴェイやオルテンなどの近郊の区間列車に使用されることとなり、自動扉と運転室横へのバックミラーの設置などの改造がなされている。
- その後1982年以降はRBDe560形によるNPZ[18]が運用を始めると置換えが開始されて1994年から廃車が始まり、1997年までに一般の運用から外れている。
- 1643号機と1646号機はスイス国鉄の歴史的車両に登録されて動態保存されている。

## 譲渡

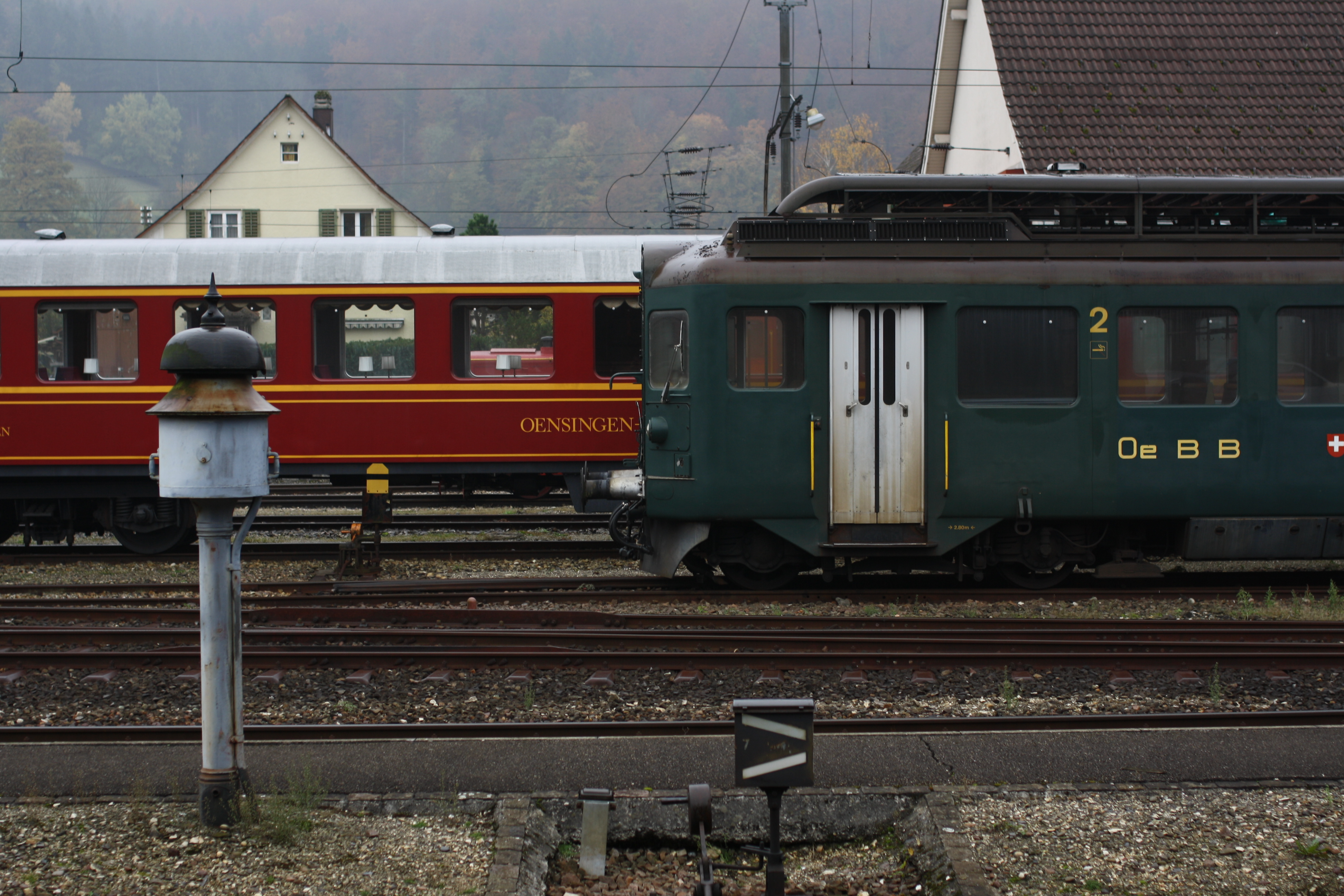
オエンジンゲン-バルシュタル鉄道に譲渡されたBDe4/4 641号機（旧スイス国鉄1641号機）、バルシュタル駅、2009年

- 1996年には1641、1651号機がオエンジンゲン-バルシュタル鉄道[19]に譲渡されて車体標記のみを変更したほぼ原形のままBDe4/4形641、651号機となり、同時に譲渡された制御客車のBt 50 85 29-33 900-6号車とともに旅客列車に使用されるほか、貨物列車の牽引にも使用されている。
- 1632号機は1997年にスイスの鉄道車両保存団体であるSWISSTRAINへ譲渡され、2008年にオエンジンゲン-バルシュタル鉄道から譲受した上記の制御車のBt 50 85 29-33 900-6号車とともに動態保存されている。